# Baguette à bulles
 (septembre 2024).
La mise en forme du texte ne suit pas les recommandations de Wikipédia : il faut le « wikifier ».
Les points d'amélioration suivants sont les cas les plus fréquents. Le détail des points à revoir est peut-être précisé sur la page de discussion.
- Les titres sont pré-formatés par le logiciel. Ils ne sont ni en capitales, ni en gras.
- Le texte ne doit pas être écrit en capitales (les noms de famille non plus), ni en gras, ni en italique, ni en « petit »…
- Le gras n'est utilisé que pour surligner le titre de l'article dans l'introduction, une seule fois.
- L'italique est rarement utilisé : mots en langue étrangère, titres d'œuvres, noms de bateaux, etc.
- Les citations ne sont pas en italique mais en corps de texte normal. Elles sont entourées par des guillemets français : « et ».
- Les listes à puces sont à éviter, des paragraphes rédigés étant largement préférés. Les tableaux sont à réserver à la présentation de données structurées (résultats, etc.).
- Les appels de note de bas de page (petits chiffres en exposant, introduits par l'outil «  Source ») sont à placer entre la fin de phrase et le point final[comme ça].
- Les liens internes (vers d'autres articles de Wikipédia) sont à choisir avec parcimonie. Créez des liens vers des articles approfondissant le sujet. Les termes génériques sans rapport avec le sujet sont à éviter, ainsi que les répétitions de liens vers un même terme.
- Les liens externes sont à placer uniquement dans une section « Liens externes », à la fin de l'article. Ces liens sont à choisir avec parcimonie suivant les règles définies. Si un lien sert de source à l'article, son insertion dans le texte est à faire par les notes de bas de page.
- La présentation des références doit suivre les conventions bibliographiques. Il est recommandé d'utiliser les modèles {{Ouvrage}}, {{Chapitre}}, {{Article}}, {{Lien web}} et/ou {{Bibliographie}}. Le mode d'édition visuel peut mettre en forme automatiquement les références.
- Insérer une infobox (cadre d'informations à droite) n'est pas obligatoire pour parachever la mise en page.

Pour une aide détaillée, merci de consulter Aide:Wikification.
Si vous pensez que ces points ont été résolus, vous pouvez retirer ce bandeau et améliorer la mise en forme d'un autre article.
Pour les articles homonymes, voir Baguette et Bulle.
Une baguette à bulles (bubble wand en anglais) est un objet qui produit des bulles de savon. Il présente la forme d'un bâtonnet et comporte à une extrémité une forme circulaire percée d'un trou. Il est conditionné dans un tube à bulles, souvent de même format et contenant une solution savonneuse. En trempant la baguette dans la solution, un film de savon se forme à l'intérieur du trou de la baguette. Le diamètre du trou conditionne la taille des bulles, qui est généralement de quelques centimètres. Les bulles se forment en soufflant sur le film de savon et elles sortent généralement en grand nombre, ceci lié à l'instabilité de Plateau-Rayleigh. Il s'agit d'un jouet très courant chez les enfants, où il est souvent distribué lors des festivités,.

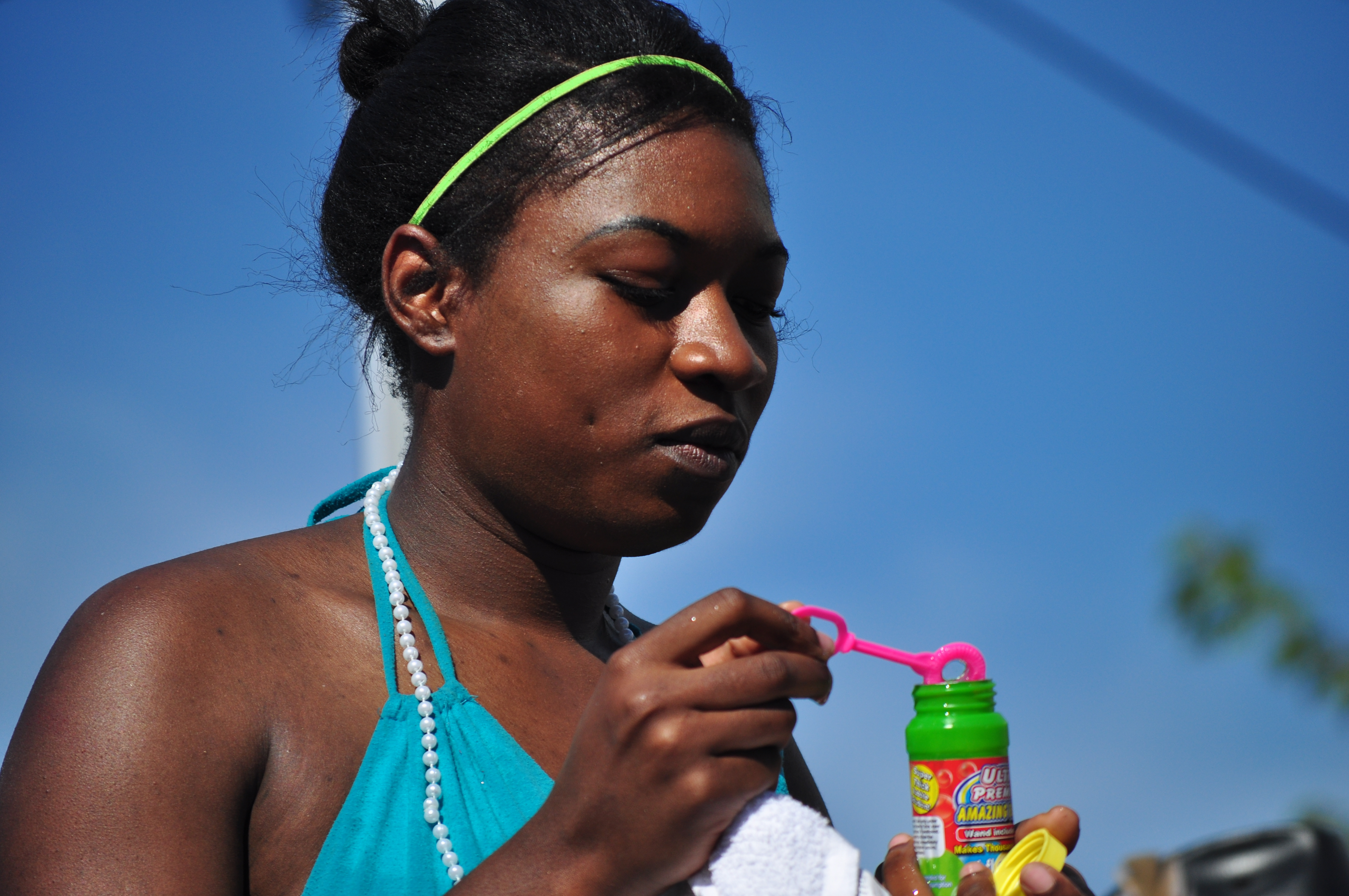
Une femme sortant d'un tube à bulles une baguette à bulles (Fremont Solstice Parade (en), États-Unis).
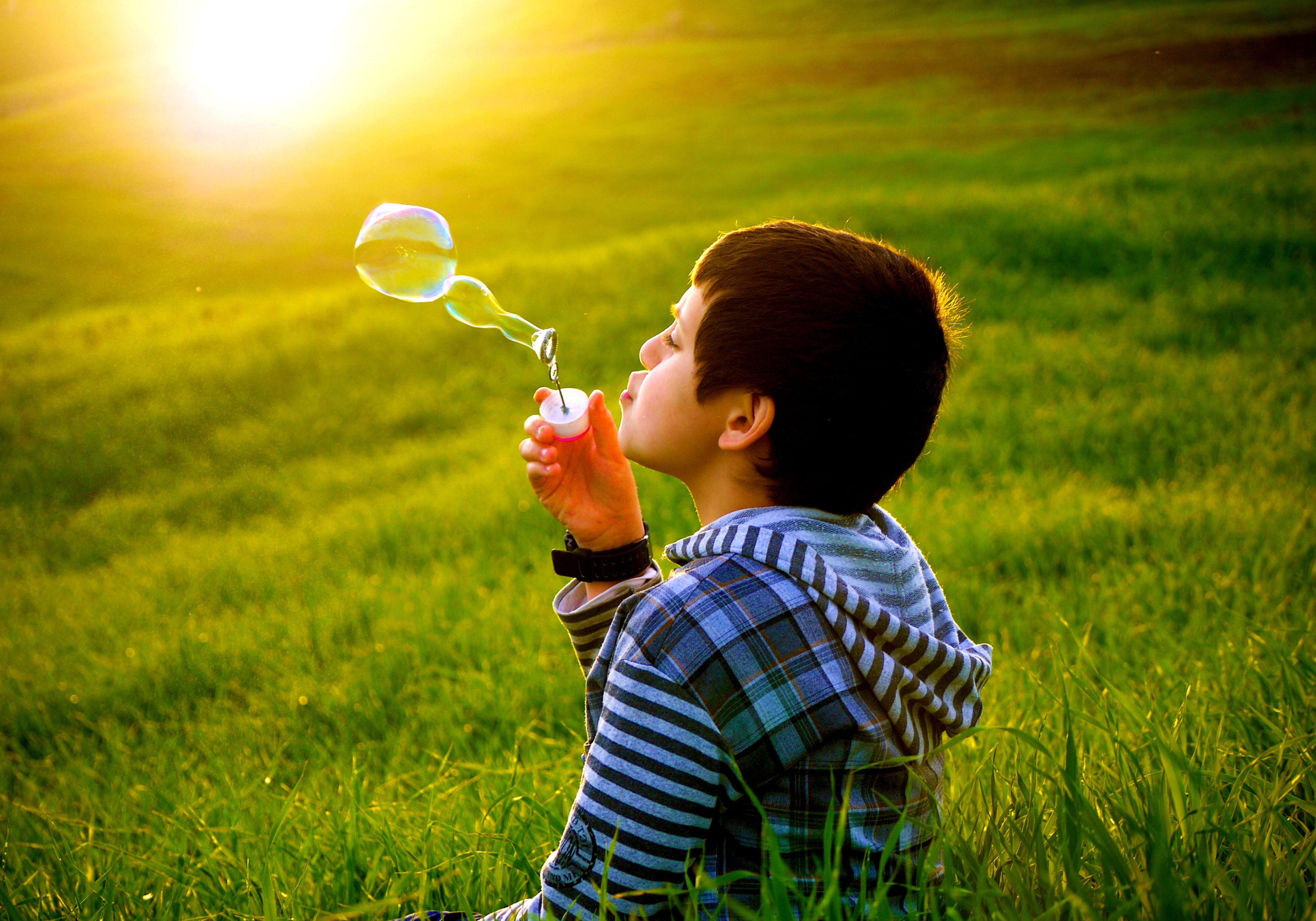
Un jeune garçon soufflant sur une baguette à bulles, créant ainsi des bulles de savon (prairie d'Algérie).